# Richard Lyons (diplomate)
Pour les articles homonymes, voir Richard Lyons et Lyons.
Lord Richard Lyons, né le 26 avril 1817 et mort le 5 décembre 1887, est un diplomate britannique qui a eu la réputation d'être le plus influent parmi ses pairs lors du demi-siècle victorien ; il est notamment réputé pour la qualité de ses analyses. 
Il a été au centre de beaucoup des crises diplomatiques de la période : guerre civile américaine, l'unification allemande  et déclin de l'empire ottoman.

## Biographie
Richard Lyons appartient à un milieu d'officiers de marine et de hauts fonctionnaires. Son père, polyglotte, était l'amiral commandant la flotte britannique de Méditerranée durant la guerre de Crimée. Son éducation lui a permis de voyager en Méditerranée, de devenir à son tour polyglotte et diplômé d'Oxford. Héritier par bien des aspects, ses qualités propres lui ont donné un rayonnement jamais démenti, sur les services diplomatiques britanniques.
Il entame sa carrière de diplomate en 1839, comme attaché au service de son père, alors plénipotentiaire britannique auprès du roi de Grèce, depuis 1835, et auprès de son successeur. Il met en œuvre à Athènes des qualités de management d'une équipe d'ambassade et instaure localement, pour ainsi dire, un softpower britannique. Il prend ensuite des postes à Dresde, en Toscane où il est de surcroît unofficial representative auprès du pape, position où ses qualités d'analyse et d'entregent le font remarquer de ses supérieurs.

### À Washington, durant la guerre de Sécession
Son premier poste d'importance est l'ambassade à Washington, en 1858, où l'on craint que son jeune âge et son inexpérience ne renouvelle les scandales qui avaient entaché les ambassades précédentes. Dès 1859, il doit résoudre la crise des îles San Juan (guerre du cochon) : en outrepassant ses ordres, il réussit à désamorcer la tension entre les deux pays. Il assiste ensuite à la dégradation des relations entre les États du Nord et du Sud et met en place une politique britannique de neutralité stricte avec les deux parties. Bien qu'il préférât un éclatement amiable de l'Union, plus conforme à l'intérêt britannique à cette période. Son attitude est donc restée très prudente, face au déferlement des passions américaines, d'autant plus qu'il craignait qu'elles ne se retournent contre la Grande-Bretagne, peu de temps encore considéré comme ennemie. Ainsi, il déconseilla avec persévérance d'appuyer les initiatives françaises qui tendaient à une intervention conjointe dans le conflit. Il a notamment dû assurer la sécurité de la frontière canadienne, dans un contexte de rumeurs d'attaques de l'Union. Il lui a fallu beaucoup de souplesse pour éviter les débordements, lors du blocus de la côte sud par Abraham Lincoln, décision qui privait l'industrie britannique de ses sources de coton. Ses qualités de diplomate ont permis de commencer le retournement stratégique de la position américaine, qui, de défiante par rapport à la Grande-Bretagne devait ensuite entrer dans la fameuse « relation spéciale » avec son ancien colonisateur.

### À Constantinople
En 1865, Lyons quitte Washington et remplace à Constantinople l'ambassadeur britannique auprès de La Porte, compromis par un scandale, avec mission de rétablir la sérénité entre les deux puissances. Il appuie la Sublime Porte dans sa résistance au désir des Français de  contrôler le canal de Suez, alors en voie d'achèvement. Ses analyses de l'empire ottoman prévoient l'évolution de la politique de la Grande-Bretagne, en Orient pour le demi siècle suivant.

### À Paris
En 1867, il est nommé à Paris, pour 20 ans, le plus prestigieux de l'époque devant remplacer un diplomate lui-même en poste pendant 15 ans. Il arrive en poste au moment où l'équilibre continental européen allait basculer d'une légère dominance française à une forte dominance germano-prussienne. Sa tache était doublement délicate, car, si près de Londres et de ses débats politiques il lui fallait conserver une stricte neutralité politique. Cela malgré ses sentiments pro-conservateurs, pour garder sa crédibilité vis-à-vis des Libéraux qui alternaient alors au pouvoir avec les conservateurs. Durant, la guerre franco-prussienne de 1870, il suit le gouvernement provisoire à Tours et Bordeaux, ce qui lui permet de continuer son office sans rester bloqué dans Paris assiégé. Il fut un des intermédiaires sollicités par le gouvernement provisoire français, dans ses tentatives de susciter des médiations internationales, alors que la situation de la France était désespérée, où à un moment pour une rencontre entre Jules Favre et Bismarck. Sur le plan politique il préfère pour la France des dirigeants forts tels que Napoléon III ou Gambetta, plutôt qu'un régime parlementaire. En effet, il est conscient de pouvoir mieux s'entendre avec certaines élites françaises qu'il pense seuls à même de dompter le peuple parisien de la Commune que les trois Révolutions précédentes ont montré redoutable. Après la guerre, il voit bien la nécessité de rétablir la puissance militaire française pour contrebalancer celle de la Prusse, et donc la nécessité d'éviter tout risque de guerre immédiate qui serait forcément perdue à nouveau par la France. Mais il n'est absolument pas question d'un appui militaire britannique en raison de la politique britannique de non-engagement sur le continent, tout en maintenant la balance des forces. En conséquence, il collabore avec la France dans toute la mesure du possible, dans le cadre de son expansion coloniale, exutoire de sa frustration face à l'Allemagne. Mais en Égypte, après la prise de possession britannique de 1882, il lui est difficile de contenir la rivalité entre les deux pays qui va se maintenir jusqu'en 1902 et culminer à Fachoda. Sur la fin de son ambassade, en 1886, il refusa pour la troisième fois le poste de ministre des Affaires étrangères. Il restera finalement à son poste jusqu’en septembre 1887, trois mois avant sa mort. Il meurt célibataire et sans enfants  alors qu'il entreprend une conversion au catholicisme.

## Réputation
Au Royaume-Uni, Lord Lyons est perçu comme le fondateur d'une écurie de diplomates à penchants conservateurs (Tories), mais en même temps on le crédite de l'installation au Foreign Office d'un « canon diplomatique » fondé sur deux principes :
– neutralité politique de l'ambassadeur par rapport à son ministre ;
– nécessité d'entretenir l'intimité entre les deux personnages par une correspondance soutenue.
Sa pratique diplomatique a aussi promu le travail d'équipe et le rayonnement de l'ambassade par les banquets. Il a surtout été applaudi et admiré pour avoir en maintes occasions fait preuve d'un esprit audacieux d'initiative au service de la paix, c’est-à-dire pour l'époque, de la conservation de la domination britannique qui était bien installée depuis 1815. C'est donc à la fois un Tory et un diplomate exemplaire. Il illustre aussi dans le champ diplomatique, un personnage bien connu dans le champ militaire : Le Prince de Hombourg, c’est-à-dire l'officier qui gagne la bataille en enfreignant les ordres : ce qu'il a fait dans l'affaire du Trent, aussi bien que dans l'affaire de l'île San Joan.
Aussi ne s'étonnera-t-on pas qu'il soit devenu personnage de roman dans quelques œuvres américaines du XXe siècle.